# L. Gardner and Sons

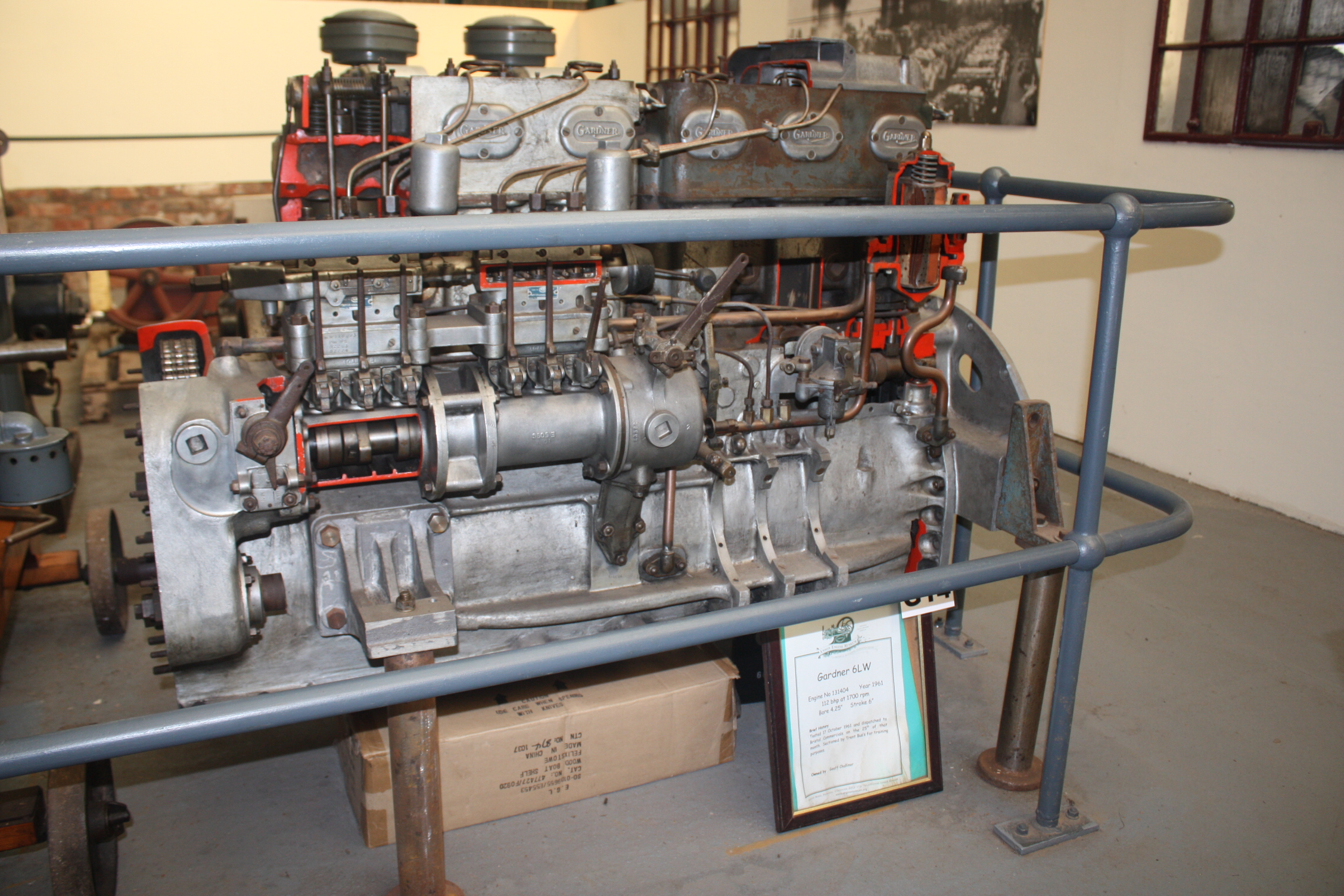
Dieselmotor 6LW

Das Unternehmen L. Gardner and Sons war ein Hersteller von Dieselmotoren aus Hulme (Manchester), England. Hergestellt wurden Stationärmotoren und Motoren für Straßen- und Schienenfahrzeuge sowie Schiffe. Das Unternehmen bestand von 1868 bis Mitte der 1990er Jahre.

## Geschichte

### Gründerzeit
Um 1868 gründete Lawrence Gardner im Stadtteil Hulme der Stadt Manchester eine Nähmaschinenfabrik. Nach seinem Tod 1890 wurde das Unternehmen von seinen Söhnen unter der Firma L. Gardner & Sons fortgeführt.
Ab etwa 1895 begann das Unternehmen mit dem Bau von Gasmotoren. 1899 zog das Unternehmen in den Stadtteil Patricroft um. Im Jahr 1903 erfolgte die Umwandlung in eine Limited Company, ähnlich einer Gesellschaft mit beschränkter Haftung. Gleichzeitig wurden Vertriebsfirmen in London und anderen Städten gegründet. Der erste Dieselmotor des Unternehmens wurde ebenfalls 1903 hergestellt. Bis zum Beginn des Ersten Weltkrieges konnte das Vertriebsnetz erweitert werden. Nach Kriegsausbruch produzierte Gardner Munition, Teile für schwere Waffen sowie Motoren für Panzer.

### Nach dem 1. Weltkrieg
Während der 1920er Jahre entwickelten sich Dieselmotoren stürmisch weiter. Der Einsatz derartiger Motoren für Straßenfahrzeuge wurde zunehmend interessanter. Gardner setzte 1929 einen Schiffsmotor vom Typ 4L2 in das Fahrgestell eines Lancia-Busses. Nach erfolgreicher Erprobung entwickelte Gardner die LW-Serie als Motoren für Lastkraftwagen und Omnibusse. Später wurden Motoren dieser Serie auch als Schiffsmotoren mit werksseitig angebauten Lenzpumpen gebaut.
Während des Zweiten Weltkriegs stellte Gardner vor allem Dieselmotoren eigener Konstruktion für militärische Fahrzeuge her. Nach Kriegsende produzierte Gardner die LW-Serie in großen Stückzahlen für Busse und Lkw. Abgelöst wurde dieser Typ durch die LX-Serie. Größere Motoren wurden für Schienenfahrzeuge entwickelt und gebaut, so kamen der 6L3 und der 8L3 in den Rangierlokomotiven der Klassen 01, 03 und 04 der British Rail zum Einsatz. Diese Motoren wurden aber auch auf Schiffen, beispielsweise der MV Havengore und den Yachten Condor und Condor of Bermuda, verwendet.
Ab 1950 bis 1977 wurden Aktien des Unternehmens an der Börse in Manchester gehandelt. Hawker Siddeley machte 1977 ein öffentliches Angebot für die Aktien und übernahm das Unternehmen. 1986 wurde das Unternehmen von Perkins Engines gekauft, um deren Produktlinie leichter Dieselmotoren zu erweitern.

### Produktionseinstellung
Gardner stellte die Produktion von Dieselmotoren in den frühen 1990er Jahren ein. Die verschärften Emissionsschutzbestimmungen für Straßenfahrzeuge hätten eine wesentliche Weiterentwicklung oder gar eine Neuentwicklung der Motoren erfordert. Gleichzeitig hatten sich auch die Anforderungen des Schiffsmotorenmarktes geändert. Statt großer, langsamlaufender Motoren mit großem Drehmoment, wie sie Gardner fertigte, wurden zunehmend hochdrehende aufgeladene Dieselmotoren nachgefragt.
Gardner Marine Diesels als Nachfolgeunternehmen beschäftigt sich noch mit der Wartung und Instandsetzung von Gardner-Motoren. Zusammen mit der Gardner Parts Limited wird die Ersatzteilversorgung der vorhandenen Motoren sichergestellt. Ein weiteres Unternehmen, Gardner Enthusiast Ltd, fertigt Ersatzteile nach.

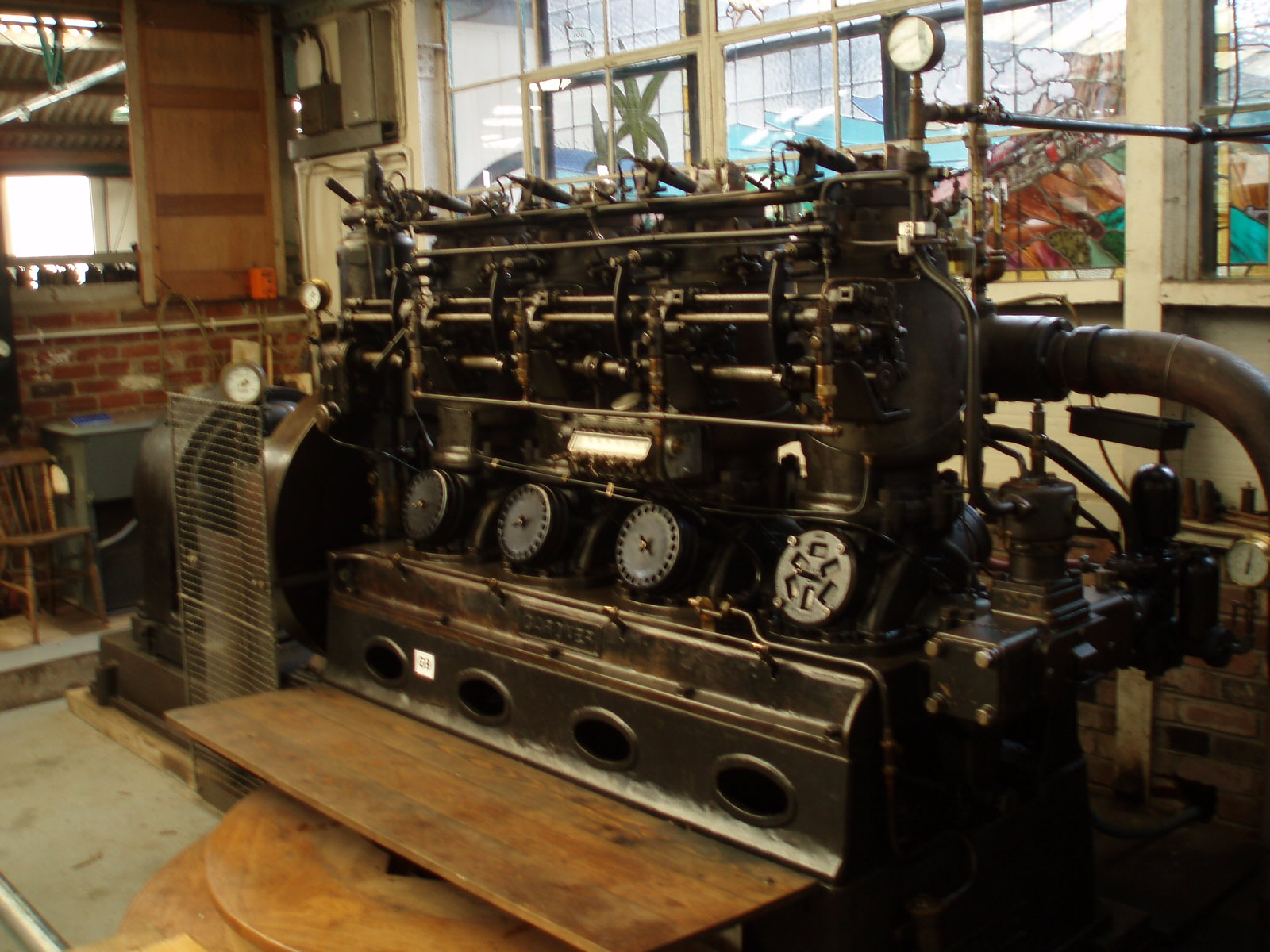
Gardner 4T5
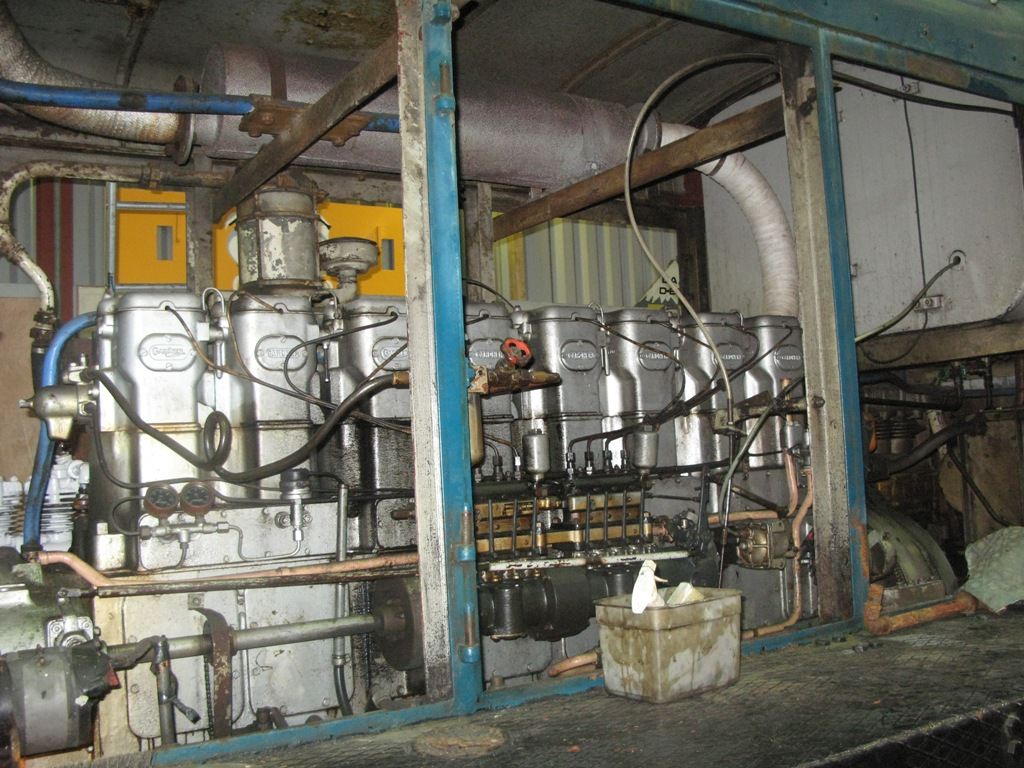
Gardner 8L3 einer British Rail Class 03
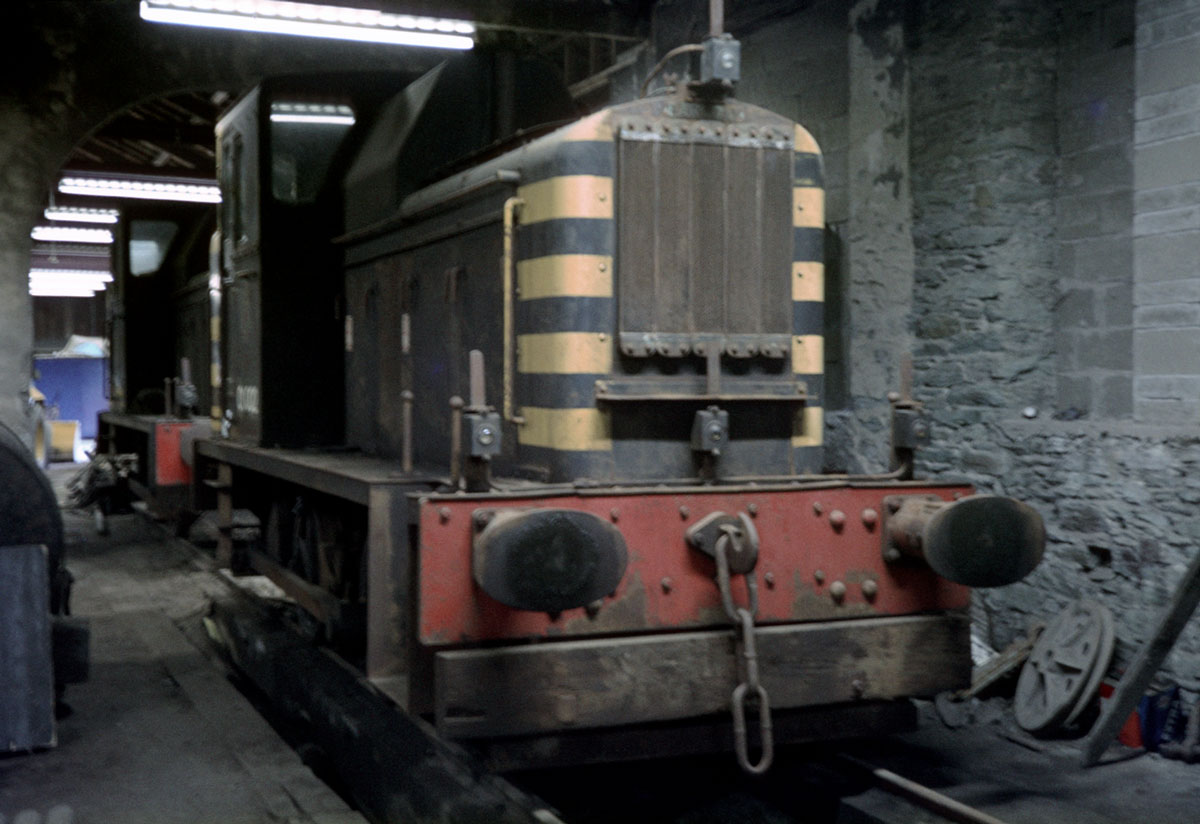
British Rail Class 01 mit Gardner-Motor
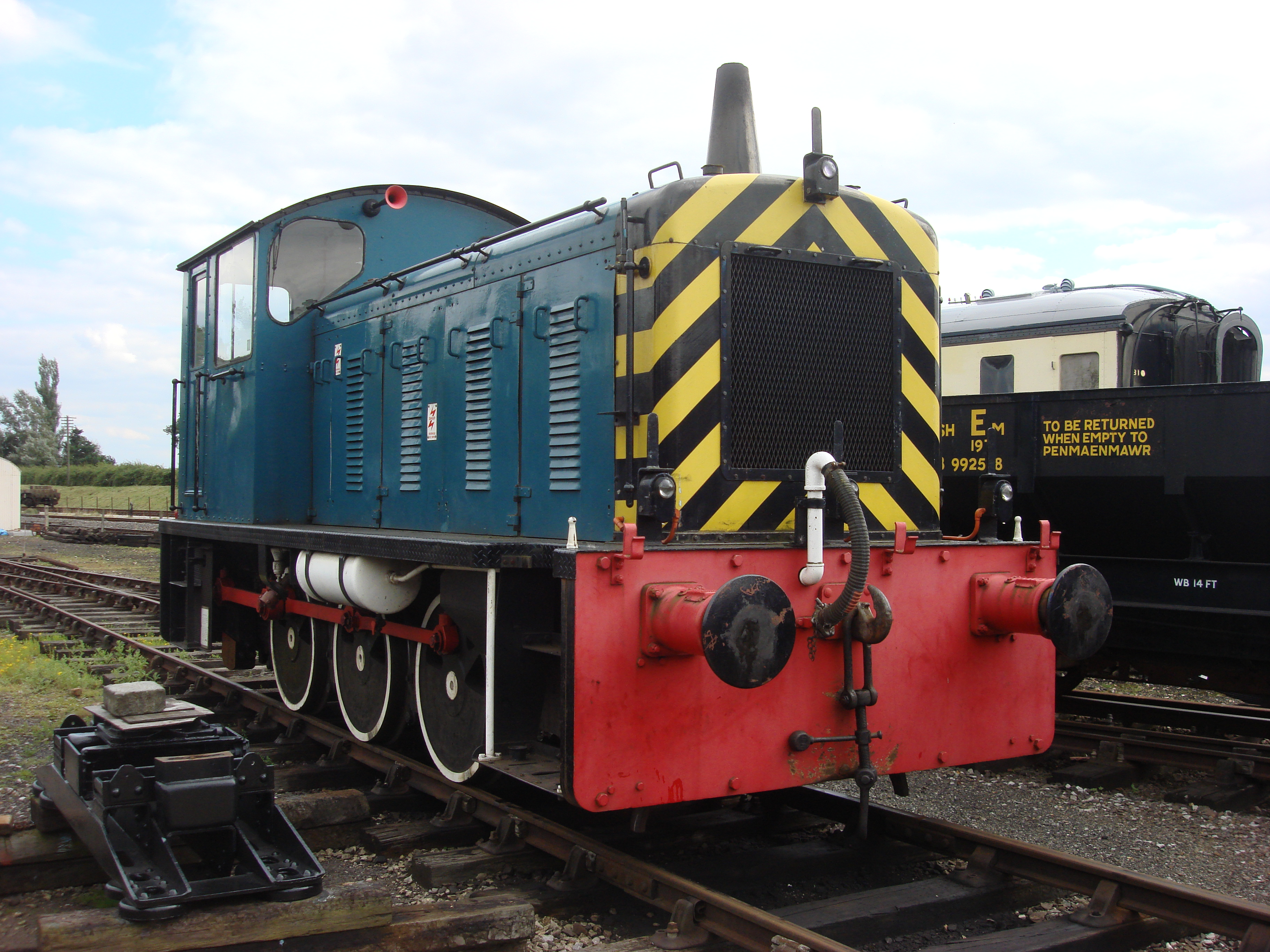
British Rail Class 04 mit Gardner-Motor